# Associazione Sportiva Ambrosiana 1929-1930
Questa voce raccoglie le informazioni riguardanti l'Associazione Sportiva Ambrosiana nelle competizioni ufficiali della stagione 1929-1930.

## Stagione
In vista del primo campionato a girone unico, la società milanese richiamò il magiaro Árpád Weisz in panchina. Punto di riferimento in campo era invece Giuseppe Meazza, abile a destreggiarsi sia come interno che centravanti e forte di una vena realizzativa che gli fruttò — con 31 reti in 33 gare — il titolo di capocannoniere del torneo.
Nel girone d'andata i nerazzurri contesero il vertice della classifica a Juventus e Genoa, con le sorti parse favorevoli ai meneghini stante la vittoria del titolo d'inverno. Pur a fronte del temporaneo sorpasso compiuto dai torinesi, l'undici di Weisz riguadagnò il comando grazie anche all'affermazione nello scontro diretto. Amministrato il vantaggio sulle insegutrici, l'Ambrosiana piazzò lo scatto decisivo nelle giornate finali: alla terzultima domenica i lombardi colsero un rocambolesco pareggio con il Genoa, in una sfida ricordata anche per il crollo di una tribuna dello stadio che provocò un centinaio di feriti.
L'aritmetica certezza del titolo giunse nel turno seguente, quando la vittoria per 2-0 contro la Juventus precluse ai bianconeri il possibile aggancio. La compagine milanese terminò il torneo con 50 punti, precedendo di 2 lunghezze i liguri e di 5 i sabaudi.

## Divise
| Prima divisa |

## Organigramma societario
Area direttiva
- Presidente onorario: Lando Ferretti
- Presidente: Oreste Simonotti

Area tecnica
- Direttore sportivo: Aldo Molinari
- Allenatore: Árpád Weisz

## Rosa
| N. |                   | Ruolo | Calciatore          |
| -- | ----------------- | ----- | ------------------- |
|    | Italia (bandiera) | P     | Valentino Degani    |
|    | Italia (bandiera) | P     | Bonifacio Smerzi    |
|    | Italia (bandiera) | D     | Luigi Allemandi     |
|    | Italia (bandiera) | D     | Giovanni Bolzoni    |
|    | Italia (bandiera) | D     | Vincenzo Coppo      |
|    | Italia (bandiera) | D     | Stefano Gallio      |
|    | Italia (bandiera) | D     | Giovanni Gasparini  |
|    | Italia (bandiera) | D     | Guido Gianfardoni   |
|    | Italia (bandiera) | D     | Silvio Pietroboni   |
|    | Italia (bandiera) | C     | Antonio Blasevich   |
|    | Italia (bandiera) | C     | Armando Castellazzi |

| N. |                   | Ruolo | Calciatore                |
| -- | ----------------- | ----- | ------------------------- |
|    | Italia (bandiera) | C     | Luigi Ciminaghi           |
|    | Italia (bandiera) | C     | Enrico Rivolta            |
|    | Italia (bandiera) | C     | Luigi Rizzi               |
|    | Italia (bandiera) | C     | Pietro Serantoni          |
|    | Italia (bandiera) | C     | Giuseppe Viani (I)        |
|    | Italia (bandiera) | A     | Giulio Balestrini         |
|    | Italia (bandiera) | A     | Leopoldo Conti (Capitano) |
|    | Italia (bandiera) | A     | Giuseppe Meazza           |
|    | Italia (bandiera) | A     | Luigi Pedrazzini          |
|    | Italia (bandiera) | A     | Pietro Povero             |
|    | Italia (bandiera) | A     | Umberto Visentin (III)    |

## Risultati

### Serie A

#### Girone di andata
| Arbitro: | Turbiani (Ferrara) |

|              |           |                       |
| Palandri 60’ | Marcatori | 6’ Meazza 31’ Rivolta |

| Arbitro: | Lenti (Genova) |

|              |           |  |
| Casalino 23’ | Marcatori |  |

| Arbitro: | Barlassina (Novara) |

|                              |           |            |
| Serantoni 43’ Balestrini 56’ | Marcatori | 41’ Pilati |

| Arbitro: | Pessato (Monfalcone) |

|            |           |                |
| Sbrana 33’ | Marcatori | 63’ Balestrini |

| Arbitro: | Enrietti (Torino) |

|                              |           |                     |
| Meazza 5’, 47’ Blasevich 30’ | Marcatori | 69’, 75’ Camisaschi |

| Arbitro: | Carraro (Padova) |

|            |           |                        |
| Tansini 9’ | Marcatori | 6’ Visentin 60’ Meazza |

| Arbitro: | Mattea (Torino) |

|                                                       |           |               |
| Meazza 8’, 10’, 31’ Visentin 11’ Povero 16’ Conti 54’ | Marcatori | 55’ Perazzolo |

| Arbitro: | Bruna (Venezia) |

|                               |           |  |
| Benatti 27’ Chini Ludueña 84’ | Marcatori |  |

| Arbitro: | Girelli (Verona) |

|            |           |                                   |
| Meazza 13’ | Marcatori | 11’ (aut.) Gasparini 65’ Pasinati |

| Arbitro: | Barlassina (Novara) |

|             |           |                         |
| Ferrari 25’ | Marcatori | 20’ Serantoni 54’ Conti |

| Busto Arsizio 22 dicembre 1929 11ª giornata | Pro Patria       | 0 – 0 referto | Ambrosiana | Stadio Comunale\| Arbitro: \| Carraro (Padova) \| |
| Arbitro:                                    | Carraro (Padova) |               |            |                                                   |

| Arbitro: | Mastellari (Bologna) |

|                    |           |           |
| Blasevich 23’, 47’ | Marcatori | 90’ Vojak |

| Brescia 12 gennaio 1930 13ª giornata | Brescia          | 0 – 0 referto | Ambrosiana | Stadium di Viale Piave\| Arbitro: \| Galassi (Torino) \| |
| Arbitro:                             | Galassi (Torino) |               |            |                                                          |

| Arbitro: | Gonani (Ravenna) |

|                              |           |  |
| Meazza 4’, 55’ Serantoni 68’ | Marcatori |  |

| Arbitro: | Mattea (Torino) |

|              |           |                                              |
| Banchero 60’ | Marcatori | 20’ (rig.) Rivolta 48’, 84’ Meazza 55’ Conti |

| Arbitro: | Carraro (Padova) |

|                 |           |                         |
| Della Valle 56’ | Marcatori | 32’ Meazza 61’ Visentin |

| Arbitro: | Scarpi (Dolo) |

|                                                           |           |               |
| Blasevich 28’, 78’ Serantoni 30’ Visentin 54’ Rivolta 71’ | Marcatori | 84’ Piccaluga |

#### Girone di ritorno
| Arbitro: | Dani (Genova) |

|                                                                     |           |                            |
| Blasevich 15’, 70’ Meazza 24’, 42’ Serantoni 75’ Rivolta 79’ (rig.) | Marcatori | 19’ Silvestri 40’ Palandri |

| Arbitro: | Gonani (Ravenna) |

|                                          |           |  |
| Blasevich 34’ Meazza 52’, 61’ Povero 71’ | Marcatori |  |

| Arbitro: | Mattea (Torino) |

|                        |           |                             |
| Busini 25’, 70’ (rig.) | Marcatori | 23’ Serantoni 81’ Blasevich |

| Arbitro: | Lenti (Genova) |

|                                    |           |                        |
| Blasevich 25’ Meazza 26’, 33’, 85’ | Marcatori | 28’ Spivach 42’ Ziroli |

| Cremona 30 marzo 1930 22ª giornata | Cremonese         | 0 – 0 referto | Ambrosiana | Stadio Giovanni Zini\| Arbitro: \| Garbieri (Genova) \| |
| Arbitro:                           | Garbieri (Genova) |               |            |                                                         |

| Arbitro: | Mattea (Torino) |

|                    |           |  |
| Serantoni 19’, 47’ | Marcatori |  |

| Arbitro: | Dani (Genova) |

|              |           |                      |
| Vecchina 72’ | Marcatori | 20’ Meazza 62’ Conti |

| Arbitro: | Gonani (Ravenna) |

|                                                   |           |  |
| Meazza 1’, 3’, 4’, 40’ Visentin 45’ Blasevich 65’ | Marcatori |  |

| Arbitro: | Garbieri (Genova) |

|           |           |                            |
| Baldi 79’ | Marcatori | 5’ Blasevich 31’ Serantoni |

| Arbitro: | Bruna (Venezia) |

|                    |           |  |
| Serantoni 53’, 64’ | Marcatori |  |

| Arbitro: | Scorzoni (Bologna) |

|                                                                             |           |  |
| Blasevich 27’, 88’ Conti 29’ Serantoni 53’, 61’ Rivolta 62’ Meazza 69’, 79’ | Marcatori |  |

| Arbitro: | Lenti (Genova) |

|                               |           |               |
| Perani 44’ Sallustro 58’, 89’ | Marcatori | 72’ Serantoni |

| Arbitro: | Melandri (Bologna) |

|                                                     |           |                    |
| Serantoni 14’, 41’ Conti 23’ Meazza 69’ Rivolta 88’ | Marcatori | 90’ (rig.) Moretti |

| Arbitro: | Gonani (Ravenna) |

|                                         |           |           |
| Rossetti 4’ Casaro 30’ Imberti 48’, 69’ | Marcatori | 45’ Conti |

| Arbitro: | Carraro (Padova) |

|                      |           |                             |
| Meazza 22’, 30’, 53’ | Marcatori | 4’, 28’ Levratto 14’ Bodini |

| Arbitro: | Scarpi (Dolo) |

|                     |           |  |
| Viani 32’ Conti 67’ | Marcatori |  |

| Arbitro: | Lenti (Genova) |

|                     |           |  |
| Mazzoni 4’ Aimi 15’ | Marcatori |  |

### Coppa dell'Europa Centrale

#### Quarti di finale
| Arbitro: | Hans Frankenstein |

|                    |           |                                            |
| Avar 11’ Szabó 56’ | Marcatori | 29’ Blasevich 37’, 59’ Meazza 76’ Visentin |

| Arbitro: | Hans Frankenstein |

|                |           |                                      |
| Meazza 5’, 46’ | Marcatori | 24’ Spitz 36’, 70’ Stofián 80’ Szabó |

#### Spareggio
| Arbitro: | Paul Ruoff |

|            |           |          |
| Meazza 23’ | Marcatori | 28’ Avar |

| Arbitro: | Peco Bauwens |

|                                                      |           |                           |
| Conti 25’ Meazza 34’, 38’ Serantoni 72’ Visentin 80’ | Marcatori | 43’, 48’ Avar 85’ Stofián |

#### Semifinali
| Arbitro: | John Langenus |

|                    |           |                  |
| Serantoni 27’, 67’ | Marcatori | 1’, 15’ Kostalek |

| Arbitro: | Sophus Hansen |

|                                                                         |           |                         |
| Braine 33’, 70’ Castellazzi 49’ (aut.) Silny 53’ Podrazil 72’ Hejma 85’ | Marcatori | 88’ Ferrero Sfondo = on |

## Statistiche
Statistiche aggiornate al 6 luglio 1930.

### Statistiche di squadra
| Competizione | Punti | In casa | In casa | In casa | In casa | In casa | In casa | In trasferta | In trasferta | In trasferta | In trasferta | In trasferta | In trasferta | Totale | Totale | Totale | Totale | Totale | Totale | DR |
| Competizione | Punti | G       | V       | N       | P       | Gf      | Gs      | G            | V            | N            | P            | Gf           | Gs           | G      | V      | N      | P      | Gf     | Gs     | DR |
| ------------ | ----- | ------- | ------- | ------- | ------- | ------- | ------- | ------------ | ------------ | ------------ | ------------ | ------------ | ------------ | ------ | ------ | ------ | ------ | ------ | ------ | -- |
| Serie A      | 50    | 17      | 15      | 1       | 1       | 64      | 16      | 17           | 7            | 5            | 5            | 21           | 22           | 34     | 22     | 6      | 6      | 85     | 38     | 47 |
| Totale       | -     | 17      | 15      | 1       | 1       | 64      | 16      | 17           | 7            | 5            | 5            | 21           | 22           | 34     | 22     | 6      | 6      | 85     | 38     | 47 |

### Statistiche dei giocatori
| Giocatore         | Serie A  | Serie A |
| Giocatore         | Presenze | Reti    |
| ----------------- | -------- | ------- |
| L. Allemandi      | 29       | 0       |
| G. Balestrini     | 9        | 2       |
| A. Blasevich      | 32       | 14      |
| G. Bolzoni        | 8        | 0       |
| A. Castellazzi    | 32       | 0       |
| L. Ciminaghi      | 1        | 0       |
| L. Conti          | 25       | 8       |
| V. Coppo          | 3        | 0       |
| V. Degani         | 29       | -33     |
| S. Gallio         | 1        | 0       |
| G. Gasparini      | 2        | 0       |
| G. Gianfardoni    | 31       | 0       |
| G. Meazza         | 33       | 31      |
| L. Pedrazzini     | 1        | 0       |
| S. Pietroboni     | 1        | 0       |
| P. Povero         | 9        | 2       |
| L. Rizzi          | 1        | 0       |
| E. Rivolta        | 33       | 6       |
| P. Serantoni      | 31       | 16      |
| B. Smerzi         | 5        | -5      |
| G. Viani (I)      | 31       | 1       |
| U. Visentin (III) | 27       | 5       |